# Liste von Änderungen des Bundesbesoldungsgesetzes
Das Bundesbesoldungsgesetz wurde seit seinem Inkrafttreten im Jahr 1957 mehrfach geändert. Dies ist die Liste der Änderungen des Bundesbesoldungsgesetzes. Die Liste ist unvollständig und listet hauptsächlich die fortlaufenden Anpassungen der Grundbesoldung dar.

## Änderungen

### Besoldungsgesetz 1960
Auf Grundlage des Gesetzes über die Erhöhung von Dienst- und Versorgungsbezügen vom 8. Juni 1960 (BGBl. I S. 324) wurden die Bezüge um linear 7,0 % mit Wirkung ab 1. Juni 1960 angehoben. Diese Fassung galt bis zum 31. Dezember 1960.

### Besoldungsgesetz 1961
Durch das Zweite Besoldungserhöhungsgesetz vom 23. Dezember 1960 (BGBl. I S. 1079, Zweites Gesetz über die Erhöhung von Dienst- und Versorgungsbezügen) wurden die Bezüge um 8,0 % linear erhöht. Die Vorschrift galt vom 1. Januar 1961 bis 31. Dezember 1962.

### Besoldungsgesetz 1963
Nach zwölf Änderungen erfolgte die Bekanntmachung der Neufassung des Bundesbesoldungsgesetzes vom 18. Dezember 1963 (BGBl. I S. 916), gültig ab 1. Januar 1964.
Auf Grundlage des Dritten Besoldungserhöhungsgesetz vom 21. Februar 1963 (BGBl. I S. 132, Drittes Gesetz über die Erhöhung von Dienst- und Versorgungsbezügen) erfolgte eine gestaffelte Besoldungsanpassung von +7,5 % bis +10,0 %. Zulagen für die Besoldungsgruppen A 2 bis A 5 von 12 DM bis 25 DM wurden beschlossen. Zudem wurde eine Verbesserung der Spannungsverhältnisse für Beamte im mittleren Dienst normiert. Die Regelung galt vom 1. Januar 1963 bis 30. September 1964.

### Besoldungsgesetz 1964
Auf Grundlage des Vierten Besoldungserhöhungsgesetzes vom 13. August 1964 (BGBl. I S. 617, Viertes Gesetz über die Erhöhung von Dienst- und Versorgungsbezügen) erfolgte zwischen dem 1. Oktober 1964 bis 31. Dezember 1965 eine Besoldungsanpassung von +8,0 %. Zudem entfällt die Ortsklasse B zum 31. Dezember 1964 (Überleitung nach Ortsklasse A) Es erfolgte die Einführung eines einheitlichen altersunabhängigen Kinderzuschlags von 50 DM sowie die Einführung einer (zunächst einmaligen) Sonderzuwendung im Dezember 1964 in Höhe von 33 1/3 % aller Monatsbezüge; Gesetz über die Gewährung von Weihnachtszuwendungen vom 16. April 1964 (BGBl. I S. 281), welche durch das Gesetz über die Gewährung einer jährlichen Sonderzuwendung vom 15. Juli 1965 (BGBl. I S. 609) ab Dezember 1965 fortdauernd beschlossen wurde.

### Besoldungsgesetz 1966
Das Zweite Gesetz zur Änderung des Bundesbesoldungsgesetzes vom 26. August 1966 (BGBl. I S. 526) trat rückwirkend zum 1. April 1966 in Kraft. Mit diesem wurde eine Zulag für Strahlflugzeugführer eingeführt.
Durch das Fünfte Besoldungserhöhungsgesetz vom 23. Dezember 1965 (BGBl. I S. 2118, Fünftes Gesetz über die Erhöhung von Dienst- und Versorgungsbezügen) wurden die Bezüge um 4,0 % linear erhöht. Die Vorschrift galt vom 1. Januar 1966 bis 30. September 1966.
Durch den Artikel II des zuvor genannten Gesetzes wurde eine weitere lineare Erhöhung von nochmals 4,0 % beschlossen. Diese Regelung galt vom 1. Oktober 1966 bis zum 30. Juni 1967.

### Besoldungsgesetz 1967
Durch das Erste Gesetz zur Neuregelung des Besoldungsrechts vom 6. Juli 1967 (BGBl. I S. 629), welches vom 1. Juli 1967 bis 30. Juni 1968 gültig gewesen ist, wurde eine neue Grundgehaltstabelle normiert. Mit dieser 1. Stufe der Besoldungsharmonisierung in Bund und Ländern wurden die Bezüge der unteren Besoldungsgruppen heraufgesetzt aber gleichzeitig waren im höheren Dienst gerade in den niedrigeren Dienstaltersstufen Absenkungen zu verzeichnen.

### Besoldungsgesetz 1968
Durch das Vierte Gesetz zur Änderung des Bundesbesoldungsgesetzes vom 19. Juli 1968 (BGBl. I S. 843) wurden die Bezüge um 4,0 % linear erhöht. Die Vorschrift galt vom 1. Juli 1968 bis zum 31. März 1969. Die jährliche Sonderzuwendung wurde durch Gesetz über die Erhöhung der jährlichen Sonderzuwendung im Jahre 1968 vom 28. Dezember 1968 (BGBl. I S. 1455) auf 40 % angehoben.

### Besoldungsgesetz 1969
Nach 24 Änderungen seit der Bekanntmachung der Neufassung 1963 erfolgte die Bekanntmachung der Neufassung des Bundesbesoldungsgesetzes vom 14. Dezember 1969 (BGBl. I S. 2201), gültig ab 1. Oktober 1969.
Durch das vom 1. April 1969 bis 31. Dezember 1969 gültige Zweite Gesetz zur Neuregelung des Besoldungsrechts vom 14. Mai 1969 (BGBl. I S. 374) ergab sich eine gestaffelte Besoldungsanpassung um rund 5,0 % abhängig von der Besoldungsgruppe-/Stufe.
Grundlage hierfür war die 2. Stufe der Besoldungsharmonisierung in Bund und Ländern: Die Endgrundgehälter A 1 bis A 16 werden als Höchstbeträge für die Länder verbindlich. Die Spannungsverhältnisse der Endgrundgehälter der Eingangsbesoldungsgruppen ergaben sich nun nicht mehr durch Festlegung der Prozentsätze im Gesetz, sondern nur noch aus den Tabellenwerten (§54 BBesG). Zudem erfolgte die neue Festlegung der Höchstsätze der Anfangsgrundgehälter zu den Endgrundgehältern der Eingangsbesoldungsgruppen (§ 55):
- einfacher Dienst: A 1 73 %
- mittlerer Dienst: A 5 70 %
- gehobener Dienst: A 9 65 %
- höherer Dienst: A 13 63 %

Schließlich wurde auf Grundlage des Sechsten Gesetz zur Änderung des Bundesbesoldungsgesetzes vom 28. Juli 1969 (BGBl. I S. 1004) die Erhöhung der jährlichen Sonderzuwendung auf 66 2/3 % beschlossen.

### Besoldungsgesetz 1970
Durch das Siebte Gesetz zur Änderung des Bundesbesoldungsgesetzes vom 15. April 1970 (BGBl. I S. 339) wurden die Bezüge um linear 8,0 % erhöht. Die Regelung galt vom 1. Januar 1970 bis zum 31. Dezember 1970.

### Besoldungsgesetz 1971
Ab dem 1. Juli 1971 galt die Neufassung des Bundesbesoldungsgesetzes vom 5. August 1971 (BGBl. I S. 1281), die fünf Änderungen seit der letzten Neufassung 1969 berücksichtigte.
Durch das Erste Gesetz zur Vereinheitlichung und Neuregelung des Besoldungsrechts in Bund und Ländern vom 18. März 1971 (BGBl. I S. 208) wurde eine Erhöhung der linearen Bezüge um linear 7,0 % bei einer Laufzeit vom 1. Januar 1971 bis 31. Dezember 1971 beschlossen. Zudem wurde die Vereinheitlichung der Besoldung in Bund und Länder normiert in Form der Neufestlegung der Besoldungstabelle. Zudem die Einführung der allgemeinen Stellenzulage gesetzlich geregelt.

### Besoldungsgesetz 1972
Mit dem Ersten Bundesbesoldungserhöhungsgesetz vom 17. Oktober 1972 (BGBl. I S. 2001) wurden die Bezüge um linear 4,0 % erhöht. Die Regelung galt vom 1. Januar 1972 bis zum 31. Dezember 1972.

### Besoldungsgesetz 1973
Gemäß dem Zweiten Gesetz über die Erhöhung von Dienst- und Versorgungsbezügen in Bund und Ländern vom 5. November 1973 (BGBl. I S. 1569) wurde die Besoldung um linear 6,0 % bei einer Laufzeit vom 1. Januar 1973 bis 31. Dezember 1973 erhöht. Schließlich wurde auf Grundlage des Gesetzes zur Erhöhung der jährlichen Sonderzuwendung vom 30. Januar 1974 (BGBl. I S. 129) die Erhöhung der jährlichen Sonderzuwendung auf 100 % mit Wirkung ab 1. Dezember 1973 beschlossen.

### Besoldungsgesetz 1974
Gemäß dem Dritten Gesetz über die Erhöhung von Dienst- und Versorgungsbezügen in Bund und Ländern vom 26. Juli 1974 (BGBl. I S. 1557) wurde die Besoldung um linear 11,0 % bei einer Laufzeit vom 1. Januar 1974 bis 31. Dezember 1974 erhöht.

### Besoldungsgesetz 1975
Das „Zweite Gesetz zur Vereinheitlichung und Neuregelung des Besoldungsgrechts in Bund und Ländern“ (2. BesVNG) vom 23. Mai 1975 (BGBl. I S. 1173) beinhaltete als Artikel I die Neufassung des Bundesbesoldungsgesetzes. Sie enthielt die neu eingeführten Bundesbesoldungsordnungen C und R mit den neu eingeführten Bezeichnungen für Richter.
Mit dem Vierten Gesetz über die Erhöhung von Dienst- und Versorgungsbezügen in Bund und Ländern vom 6. August 1975 (BGBl. I S. 2089) wurde die Bezüge um linear 6,0 % bei einer Laufzeit vom 1. Januar 1975 bis 31. Januar 1976 erhöht. Zudem wurde eine Einmalzahlung in Höhe von 100 DM beschlossen. Mit dem Gesetz über vermögenswirksame Leistungen für Beamte, Richter, Berufssoldaten und Soldaten auf Zeit vom 23. Mai 1975 (BGBl. I S. 1173) (1237) werden erstmals vermögenswirksame Leistungen in Höhe von 13 DM bzw. 6,50 DM für Teilzeitbeschäftigte gewährt.

### Besoldungsgesetz 1976
Gemäß dem Fünften Gesetz über die Erhöhung von Dienst- und Versorgungsbezügen in Bund und Ländern vom 18. August 1976 (BGBl. I S. 2197) wurde die Besoldung um linear 5,0 % gestaffelt bis 9,0 % bei einer Laufzeit vom 1. Februar 1976 bis 31. Januar 1977 erhöht. Die Staffelung ergab sich aus parallel fixierten Mindestbeträgen der Steigerung.

### Besoldungsgesetz 1977
Gemäß dem Sechsten Gesetz über die Erhöhung von Dienst- und Versorgungsbezügen in Bund und Ländern vom 15. November 1977 (BGBl. I S. 2117) wurde die Besoldung um linear 5,3 % bei einer Laufzeit vom 1. Februar 1977 bis 28. Februar 1978 angehoben. Weiterhin wurde eine Einmalzahlung in Höhe von 100 DM gebilligt. Schließlich wurde mit dem Gesetz über die Gewährung eines jährlichen Urlaubsgeldes (Urlaubsgeldgesetz–UrlGG) in Höhe von 150 DM, auszuzahlen mit den laufenden Bezügen für den Monat Juli normiert.

### Besoldungsgesetz 1978
Durch das Siebte Gesetz über die Erhöhung von Dienst- und Versorgungsbezügen in Bund und Ländern vom 20. März 1979 (BGBl. I S. 357) wurde die Besoldung um linear 4,5 % bei einer Laufzeit vom 1. März 1978 bis 28. Februar 1979 angehoben.

### Besoldungsgesetz 1979
Mit dem Gesetz über die Erhöhung von Dienst- und Versorgungsbezügen in Bund und Ländern 1979 vom 30. Juli 1979 (BGBl. I S. 1285) wurden die Bezüge der Besoldungstabellen A und B vom 1. März 1979 bis 28. Februar 1980 um linear 4,0 % erhöht. Das Urlaubsgeld wurde auf 300 DM verdoppelt.

### Besoldungsgesetz 1980
Mit dem Gesetz über die Anpassung von Dienst- und Versorgungsbezügen in Bund und Ländern 1980 vom 16. August 1980 (BGBl. I S. 1439) wurden die Bezüge der Besoldungstabellen A und B vom 1. März 1980 bis 30. April 1981 um linear 6,3 % erhöht. Zudem wurde eine Einmalzahlung in Höhe von 110 DM beschlossen.

### Besoldungsgesetz 1981
Mit dem Gesetz über die Anpassung von Dienst- und Versorgungsbezügen in Bund und Ländern 1981 vom 21. Dezember 1981 (BGBl. I S. 1465) wurden die Bezüge der Besoldungstabellen A und B vom 1. Mai 1981 bis 30. Juni 1982 um linear 4,3 % erhöht. Zudem wurde eine Einmalzahlung in Höhe von 120 DM beschlossen.

### Besoldungsgesetz 1982
Durch das Gesetz über die Anpassung von Dienst- und Versorgungsbezügen in Bund und Ländern 1982 vom 20. Dezember 1982 (BGBl. I S. 1835) wurde die Besoldung um linear 3,6 % bei einer Laufzeit vom 1. Juli 1982 bis 30. Juni 1982 angehoben. Zudem wurde eine Einmalzahlung in Höhe von 40 DM gewährt.

### Besoldungsgesetz 1983
Mit dem Gesetz über die Anpassung von Dienst- und Versorgungsbezügen in Bund und Ländern (BBVAnpG 83) vom 20. Dezember 1982 (BGBl. I S. 1857) (1870), wurde die Besoldung um linear 2,0 % bei einer Laufzeit vom 1. Juli 1983 bis 31. Dezember 1984 angehoben.

### Besoldungsgesetz 1985
Durch das Gesetz über die Anpassung von Dienst- und Versorgungsbezügen in Bund und Ländern 1985 (BBVAnpG 85) vom 25. Februar 1985 (BGBl. I S. 431) wurde die Besoldung um linear 3,2 % bei einer Laufzeit vom 1. Januar 1985 bis 31. Dezember 1985 erhöht. Zudem wurde eine Einmalzahlung in Höhe von 240 DM und zwei zusätzliche freie Tage–Arbeitszeitverkürzungstag, AZV-Tag- für ältere Bedienstete (§ 1a der Arbeitszeitverordnung–AZV am 6. September 1985, BGBl. I S. 1903) beschlossen.

### Besoldungsgesetz 1986
Durch das Gesetz über die Anpassung von Dienst- und Versorgungsbezügen in Bund und Ländern 1986 (BBVAnpG 86) vom 21. Juli 1986 (BGBl. I S. 1072) wurde die Besoldung um linear 3,5 % bei einer Laufzeit vom 1. Januar 1986 bis 31. Dezember 1986 erhöht. Zudem wurde die allgemeine Zulage des mittleren Dienstes von 40 DM auf 67 DM heraufgesetzt und eine Erhöhung des Ortszuschlags beschlossen. Schließlich wurde Urlaubsgeld für die Besoldungsgruppen A 1 bis A 8 um 150 DM auf 450 DM angehoben.

### Besoldungsgesetz 1987
Mit dem Gesetz über die Anpassung von Dienst- und Versorgungsbezügen in Bund und Ländern 1987 (BBVAnpG 87) vom 6. August 1987 (BGBl. I S. 2062) wurde die Besoldung um linear 3,4 % bei einer Laufzeit vom 1. Januar 1987 bis 29. Februar 1988 angehoben.

### Besoldungsgesetz 1988
Mit dem Gesetz über die Anpassung von Dienst- und Versorgungsbezügen in Bund und Ländern 1988 (BBVAnpG 88) vom 20. Dezember 1988 (BGBl. I S. 2363) wurde die Besoldung um linear 2,4 % bei einer Laufzeit vom 1. März 1988 bis 31. Dezember 1988 angehoben.

### Besoldungsgesetz 1989
Mit dem zuvor genannten Gesetz (BBVAnpG 88) wurden die Bezüge ab 1. Januar 1989 mit einer Gültigkeitsdauer bis zum 31. Dezember 1989 um weitere lineare 1,4 % erhöht. Die wöchentliche Arbeitszeit wurde ab 1. April 1989 um eine Stunde auf nunmehr 39 Stunden, gemäß der der Achten Verordnung zur Änderung der Arbeitsverordnung vom 9. Februar 1989 (BGBl. I S. 227) reduziert.

### Besoldungsgesetz 1990
Mit dem genannten Gesetz (BBVAnpG 88) wurden die Bezüge ab 1. Januar 1990 mit einer Gültigkeitsdauer bis zum 28. Februar 1991 um weitere lineare 1,7 % erhöht. Die wöchentliche Arbeitszeit wurde ab 1. April 1990, gemäß vorheriger Verordnung, um eine weitere halbe Stunde auf nunmehr 38,5 Stunden gekürzt.

### Besoldungsgesetz 1991
Mit dem Gesetz über die Anpassung von Dienst- und Versorgungsbezügen in Bund und Ländern 1991 (BBVAnpG 91) vom 21. Februar 1992 (BGBl. I S. 266) wurde die Besoldung um linear 6,0 % bei einer Laufzeit vom 1. März 1991 bis 30. April 1992 (höherer Dienst bis 31. Mai 1992) erhöht. Die Allgemeine Stellenzulage nimmt an dieser und künftigen Besoldungsanpassung teil.

### Besoldungsgesetz 1992
Durch das Gesetz über die Anpassung von Dienst- und Versorgungsbezügen in Bund und Ländern 1992 (BBVAnpG 92) vom 23. März 1993 (BGBl. I S. 342) wurde die Besoldung um linear 5,4 % bei einer Laufzeit vom 1. Mai 1992 (höherer Dienst erst ab 1. Juni 1992) bis 30. April 1993 angehoben. Das Urlaubsgeld wurde auf 650 DM (bisher 450 DM) für die Besoldungsgruppen A 1 bis A 8 angehoben und für die Besoldungsgruppen ab A 9 auf 500 DM (bisher 300 DM) erhöht.

### Besoldungsgesetz 1993
Mit dem Gesetz über die Anpassung von Dienst- und Versorgungsbezügen in Bund und Ländern 1993 (BBVAnpG 93) vom 20. Dezember 1993 (BGBl. I S. 2139) wurde die Besoldung um linear 3,0 % bei einer Laufzeit vom 1. Mai 1993 bis 30. September 1994 (ab A 9 bis 31. Dezember 1994) angehoben.

### Besoldungsgesetz 1994
Mit dem Gesetz über die Anpassung von Dienst- und Versorgungsbezügen in Bund und Ländern 1994 (BBVAnpG 94) vom 24. August 1994 (BGBl. I S. 2229) wurde die Besoldung um linear 2,0 % bei einer Laufzeit vom 1. Oktober 1994 (Besoldungsgruppen A1 bis A8) bzw. vom 1. Januar 1995 (ab Besoldungsgruppe A 9) bis 30. April 1995 erhöht. Die Sonderzuwendung in Form des Weihnachtsgeldes wird auf den Stand des Jahres 1993 eingefroren und beläuft sich daher für 1994 auf noch 98,04 %.

### Besoldungsgesetz 1995
Mit dem Gesetz über die Anpassung von Dienst- und Versorgungsbezügen in Bund und Ländern 1995 (BBVAnpG 95) vom 18. Dezember 1995 (BGBl. I S. 1942) wurde die Besoldung um linear 3,2 % bei einer Laufzeit vom 1. Mai 1995 bis 28. Februar 1997 erhöht. Die Sonderzuwendung in Form des Weihnachtsgeldes wird auf 95 % abgesenkt.

### Besoldungsgesetz 1997
Durch das Gesetz über die Anpassung von Dienst- und Versorgungsbezügen in Bund und Ländern 1996/1997 (BBVAnpG 96/97) vom 24. März 1997 (BGBl. I S. 590) wurde die Besoldung um linear 1,3 % bei einer Laufzeit vom 1. März 1997 bis 31. Dezember 1997 erhöht. Die Sonderzuwendung in Form des Weihnachtsgeldes wird auf 93,78 % abgesenkt. Durch das Gesetz zur Reform des öffentlichen Dienstrechts (Reformgesetz) vom 24. Februar 1997 (BGBl. I S. 322) ergab sich eine neue Gruppierung der Tabellen bei Abschaffung der Dienstaltersstufen.

### Besoldungsgesetz 1998
Mit dem Gesetz über die Anpassung von Dienst- und Versorgungsbezügen in Bund und Ländern 1998 (BBVAnpG 98) vom 6. August 1998 (BGBl. I S. 2026) wurde die Besoldung um linear 1,5 % bei einer Laufzeit vom 1. Januar 1998 bis 31. Mai 1999 (für B-Besoldung bis 31. Dezember 1999) angehoben. Die jährliche Sonderzuwendung wurde von 93,78 % auf 92,39 % abgesenkt.

### Besoldungsgesetz 1999
Mit dem Gesetz über die Anpassung von Dienst- und Versorgungsbezügen in Bund und Ländern 1999 (BBVAnpG 99) vom 19. November 1999 (BGBl. I S. 2198) wurde die Besoldung um linear 2,9 % bei einer Laufzeit vom 1. Juni 1999 (für B, C und R-Besoldung erst mit Wirkung 1. Januar 2000) bis 31. Dezember 2000 angehoben. Die jährliche Sonderzuwendung wurde von 92,39 % auf 89,79 % reduziert. Für die Monate März bis Mai 1999 wurde eine Einmalzahlung in Höhe von 300 DM gewährt. Von der linearen Steigerung wurden 0,2 % für den Pensionsfonds einbehalten, so dass die bruttowirksamen Bezüge lediglich um 2,7 % angehoben wurden.

### Besoldungsgesetz 2001
Mit dem Gesetz über die Anpassung von Dienst- und Versorgungsbezügen in Bund und Ländern 2000 (BBVAnpG 2000) vom 19. April 2001 (BGBl. I S. 618) wurde die Besoldung um linear 1,8 % bei einer Laufzeit vom 1. Januar 2001 bis 31. Dezember 2001 angehoben, wobei für die Besoldungsgruppen A 1 bis A 11 für die Monate September bis Dezember 2000 rückwirkend 400 DM an Einmalzahlungen gebilligt wurden. Von der linearen Steigerung wurden 0,2 % für den Pensionsfonds einbehalten, so dass die bruttowirksamen Bezüge lediglich um 1,6 % angehoben wurden. Die jährliche Sonderzuwendung wurde von 89,79 % auf 88,21 % abgesenkt.

### Besoldungsgesetz 2002
Mit dem Gesetz über die Anpassung von Dienst- und Versorgungsbezügen in Bund und Ländern 2000 (BBVAnpG 2000) vom 19. April 2001 (BGBl. I S. 618) wurde die Besoldung um linear 2,2 % bei einer Laufzeit vom 1. Januar 2002 bis 31. März 2003 (für die Besoldungsgruppen A 12 und höher bis 30. Juni 2003) angehoben. Von der linearen Steigerung wurden 0,2 % für den Pensionsfonds einbehalten, so dass die bruttowirksamen Bezüge lediglich um 2,0 % angehoben wurden. Die jährliche Sonderzuwendung wurde von 88,21 % auf 86,31 % abgesenkt. Die Besoldungstabellen wurden von DM auf EURO mit dem offiziellen Umrechnungsfaktor umgestellt.

### Besoldungsgesetz 2003
Mit dem Gesetz über die Anpassung von Dienst- und Versorgungsbezügen in Bund und Ländern 2003/2004 (BBVAnpG 2003/2004) vom 10. September 2003 (BGBl. I S. 1798) wurde die Besoldung um linear 2,4 % bei einer Laufzeit vom 1. April 2003 (für die Besoldungsgruppen A 12 und höher erst ab 1. Juli 2003) bis 31. März 2004 angehoben. Auf Basis der Besoldung für den März 2003 wird eine Einmalzahlung in Höhe von 7,5 % der Bezüge bis maximal 185 EURO beschlossen. Die Absenkung der Besoldung zur Bildung einer Versorgungsrücklage wurde ausgesetzt. Die jährliche Sonderzuwendung wurde von 86,31 % auf 84,29 % abgesenkt. Zudem wurde gesetzlich geregelt, dass Bund und Länder die Möglichkeit erhalten, jährliche Sonderzahlungen jeweils selbst zu bestimmen.

### Besoldungsgesetz 2004
Mit dem Gesetz über die Anpassung von Dienst- und Versorgungsbezügen in Bund und Ländern 2003/2004 (BBVAnpG 2003/2004) vom 10. September 2003 (BGBl. I S. 1798) wurde die Besoldung um linear 1,0 % bei einer Laufzeit vom 1. April 2004 bis 31. Juli 2004 angehoben. Die Absenkung der Besoldung zur Bildung einer Versorgungsrücklage wurde erneut ausgesetzt. Die jährliche Sonderzuwendung wurde von 84,29 % auf 60 % abgesenkt und nunmehr als Sonderzahlung (statt Sonderzuwendung bzw. Weihnachtsgeld) definiert. Das Urlaubsgeld wird–zuvor: 332,34 € = 650 DM bzw. 255,65 € = 500 DM–ersatzlos gestrichen.
Mit dem Gesetz über die Anpassung von Dienst- und Versorgungsbezügen in Bund und Ländern 2003/2004 (BBVAnpG 2003/2004) vom 10. September 2003 (BGBl. I S. 1798) wurde die Besoldung nochmals um linear 1,0 % bei einer Laufzeit vom 1. August 2004 bis 31. Dezember 2005 angehoben. Im November 2004 wird eine Einmalzahlung in Höhe von 50 EURO gewährt.

### Besoldungsgesetz 2006
Durch das Bundessonderzahlungsgesetz vom 28. Februar 2005 (BGBl. I S. 464), welches eine zweijährige Gültigkeit vom 1. Januar 2006 bis 31. Dezember 2007 aufwies, wurde die laufende Besoldung nicht geändert. Die Sonderzahlung wird–befristet bis 31. Dezember 2010–von 60 % auf 30 % halbiert. Durch die so genannte Föderalismusreform können die Bundesländer ab 1. September 2006 die Besoldung der Landesbeamten fortan selbst regeln.

### Bundesbesoldungsanpassungsgesetz 2008
Das Gesetz über die Anpassung von Dienst- und Versorgungsbezügen im Bund für 2008/2009 vom 29. Juli 2008 (BGBl. I S. 1582) erhöhte die Grundgehaltssätze rückwirkend ab 1. Januar 2008 um den Sockelbetrag von 50 Euro, die Anwärtergrundbeträge um 20 Euro sowie zusätzlich in beiden Fällen um den Prozentsatz von 3,1 %.

### Besoldungsgesetz 2009
Als weitere Änderung des Bundesbesoldungsgesetzes ist ab 1. Januar 2009 eine Erhöhung um 2,8 % (§ 14 BBesG) und eine einmalige Zahlung von 225 Euro (§ 85 BBesG) vorgesehen (BGBl. I S. 1434).
Bekanntmachungen des Bundesministers den Innern im Bundesgesetzblatt: Bekanntmachung der Neufassung des Bundesbesoldungsgesetzes vom 19. Juni 2009 durch den Bundesminister des Innern im Bundesgesetzblatt I Nr. 34 vom 25. Juni 2009 auf der Seite 1434.
Die Bekanntmachung des Bundesministers des Innern vom 1. Juli 2009 nach § 77 Abs. 1 und 2 sowie nach § 78 Abs. 1 des Bundesbesoldungsgesetzes und nach § 6 Abs. 2 des Besoldungsüberleitungsgesetzes ist am 2. Juli 2009 erschienen (BGBl. I S. 1646).
Berichtigung des Bundesministeriums des Innern vom 12. August 2009 im Bundesgesetzblatt (BGBl. I S. 2864) hinsichtlich der Bekanntmachung nach § 77 Absatz 1 und 2 sowie nach § 78 Absatz 1 des Bundesbesoldungsgesetzes und nach § 6 Absatz 2 des Besoldungsüberleitungsgesetzes.

### Reform 2009
Durch das Gesetz zur Neuordnung und Modernisierung des Bundesdienstrechts (Dienstrechtsneuordnungsgesetz–DNeuG) vom 5. September 2009 (BGBl. I S. 160) wird das neue Dienstrecht beschlossen. Es wird eine neue Besoldungstabelle eingeführt. Dabei bleiben die Besoldungsgruppen erhalten, die Anzahl der Stufen wird auf 8 verringert. Hinzu kommen noch 7 Überleitungsstufen (Überleitungsstufen Ü2 (Überleitungsstufe zur Stufe 2) bis Ü8 gemäß den beschlossenen Überleitungstabellen) für Beamte, die bereits nach altem Recht Besoldung erhielten, um eine lineare Absenkung zu vermeiden. Die neue allgemeine Besoldungstabelle -gültig 1. Juli 2009 bis 31. Dezember 2009- führte zum Zeitpunkt der Überleitung zu marginalen Besoldungserhöhungen. Auf das Lebenseinkommen gesehen kommt es für mehrere Besoldungsgruppen zu spürbaren Absenkungen. Die Sonderzahlung (Weihnachtsgeld) wird gleichmäßig auf 12 Monate (12 × 5 % = 60 %) aufgeteilt und ins Grundgehalt integriert. Damit werden die Stufen-Zuordnungen weg von einer Einteilung nach Dienstalter hin zu sogenannten Erfahrungsstufen vollständig geändert. Alle bereits bestehenden Beamtenverhältnisse wurden zum 1. Juli 2009 ins neue System übergeleitet. Das Dienstrechtsneuordnungsgesetz gilt nur für Bundesbeamte und Soldaten und hat für Landes- und Kommunalbeamte keine Relevanz.

### Bundesbesoldungs- und Versorgungsanpassungsgesetz 2010/2011
Der Deutsche Bundestag hat am 30. September 2010 das Bundesbesoldungs- und -versorgungsanpassungsgesetz für 2010 / 2011 (BBVAnpG 2010/2011) verabschiedet. Es sieht die Übernahme des Ergebnisses der Tarifverhandlungen für den öffentlichen Dienst im Bund vom 27. Februar 2010 auf die Bezugsempfängerinnen und Bezugsempfänger des Bundes vor. Das Gesetz wurde am 19. November 2010 (BGBl. I S. 1552) erlassen. Daraus ergibt sich im Wesentlichen folgende Anhebung der Dienst- und Versorgungsbezüge in den Jahren 2010 und 2011:
- lineare Erhöhung um 1,2 % ab 1. Januar 2010,
- lineare Erhöhung um 0,6 % ab 1. Januar 2011 sowie eine Einmalzahlung von 240 Euro, für Anwärter von 50 Euro,
- lineare Erhöhung um 0,3 % ab 1. August 2011 sowie zusätzlich 0,2 Prozentpunkte als Zuführung für die Versorgungsrücklage des Bundes.

Die Bekanntmachung vom 19. November 2010 nach § 77 Absatz 4 und § 78 Absatz 2 des Bundesbesoldungsgesetzes sowie nach § 6 Absatz 3 des Besoldungsüberleitungsgesetzes wurde am 30. November 2010 verkündet (BGBl. I S. 1693).

### Bundesbesoldungs- und -versorgungsanpassungsgesetz 2011/2012
Anpassung Weihnachtsgeld: Zum 1. Januar 2011 war ursprünglich vorgesehen, den gekürzten Teil der Sonderzahlung wieder aufleben zu lassen und ihn ebenfalls auf das monatliche Grundgehalt umzulegen, was dieses um weitere 2,44 % erhöht hätte. Mit dem BBVAnpG 2010/2011 wurde die Kürzung der Sonderzahlung jedoch um weitere 4 Jahre auf den Zeitraum bis 31. Dezember 2014 verlängert und im Jahr 2011 schließlich wieder verkürzt und zum 31. Dezember 2011 außer Kraft gesetzt.

### Bundesbesoldungs- und -versorgungsanpassungsgesetz 2012/2013
In Anlehnung an den Tarifabschluss im öffentlichen Dienst wurde die Bundesbeamtenbesoldung durch das Bundesbesoldungs- und -versorgungsanpassungsgesetz 2012/2013 (BBVAnpG 2012/2013) vom 15. August 2012 (BGBl. I S. 1670) in drei Stufen wie folgt angehoben: zum 1. März 2012 um 3,3 %, zum 1. Januar 2013 um 1,2 % und zum 1. August 2013 um 1,2 %. Diese Erhöhungen wurden jeweils um 0,2 Prozentpunkte nach § 14a BBesG reduziert.

### Bundesbesoldungs- und -versorgungsanpassungsgesetz 2014/2015
In Anlehnung an den Tarifabschluss im öffentlichen Dienst wurde die Bundesbeamtenbesoldung durch das Bundesbesoldungs- und -versorgungsanpassungsgesetz 2014/2015 (BBVAnpG 2014/2015) vom 25. November 2014 (BGBl. I S. 1772) in zwei Stufen wie folgt angehoben: zum 1. März 2014 um 3 % (mindestens um 90 EUR) und zum 1. März 2015 um 2,4 %. Von der Erhöhung wird jeweils 0,2 Prozentpunkte als Zuführung für die Versorgungsrücklage des Bundes einbehalten.

### Bundesbesoldungs- und -versorgungsanpassungsgesetz 2016/2017
In Anlehnung an den Tarifabschluss im öffentlichen Dienst wurde die Bundesbeamtenbesoldung durch das Bundesbesoldungs- und -versorgungsanpassungsgesetz 2016/2017 (BBVAnpG 2016/2017) vom 21. November 2016 (BGBl. I S. 2570) in zwei Stufen wie folgt angehoben: zum 1. März 2016 um 2,4 % und zum 1. Februar 2017 um 2,35 %. Die Erhöhung für 2016 vermindert sich um 0,2 Prozentpunkte gegenüber dem tariflichen Erhöhungssatz. Die Erhöhung 2017 erfolgt ohne solche Verminderung und gilt bis zum 28. Februar 2018.

### Bundesbesoldungs- und -versorgungsanpassungsgesetz 2018/2019/2020
In Anlehnung an den Tarifabschluss im öffentlichen Dienst wurde die Bundesbeamtenbesoldung durch das Bundesbesoldungs- und -versorgungsanpassungsgesetz 2018/2019/2020 (BBVAnpG 2018/2019/2020) vom 8. November 2018 (BGBl. I S. 1810) in drei Stufen wie folgt angehoben: rückwirkend zum 1. März 2018 linear um 2,99 % und zum 1. April 2019 um 3,09 % sowie ab dem 1. März 2020 um weitere 1,06 %. Die Erhöhung für 2018 vermindert sich um 0,2 Prozentpunkte (Zuführung für die Versorgungsrücklage des Bundes gemäß § 14a BBesG) gegenüber dem tariflichen Erhöhungssatz. Die Anpassungen 2019 und 2020 erfolgen ohne solche Verminderungen und gelten voraussichtlich bis zum 31. August 2020. Ebenso erhöhen sich die Anwärterbezüge zum 1. März 2018 und zum 1. März 2019 um jeweils 50 EUR. Darüber hinaus wurde eine Einmalzahlung für 2018 gesetzlich geregelt, welche in Höhe von 250 Euro für die Besoldungsgruppen bis einschließlich A 6 gewährt wird.

### Besoldungsstrukturenmodernisierungsgesetz (2019)
Durch das Besoldungsstrukturenmodernisierungsgesetz vom 9. Dezember 2019 (BGBl. I S. 2053) wurde das Bundesbesoldungsgesetz umfangreich geändert. Eine begleitende Verordnung (Mantelverordnung) wurde am 3. Dezember 2019 von der Bundesregierung beschlossen und am 10. Januar 2020 im Bundesgesetzblatt bekannt gegeben (BGBl. I S. 27, 35).

### Bundesbesoldungs- und -versorgungsanpassungsgesetz 2021/2022
In Anlehnung an den Tarifabschluss im öffentlichen Dienst wurde die Bundesbeamtenbesoldung durch das Gesetz zur Anpassung der Bundesbesoldung und -versorgung für 2021/2022 und zur Änderung weiterer dienstrechtlicher Vorschriften (BBVAnpÄndG 2021/2022) vom 9. Juli 2021 (BGBl. I S. 2444) in zwei Stufen wie folgt angehoben: rückwirkend zum 1. April 2021 linear um 1,2 % und zum 1. April 2022 um 1,8 %. Die Erhöhung für 2021 berücksichtigt bereits die Zuführung um 0,2 Prozentpunkte (Zuführung für die Versorgungsrücklage des Bundes gemäß § 14a BBesG) gegenüber dem tariflichen Erhöhungssatz von 1,4 %. Die Anpassung 2022 erfolgt ohne eine solche Minderung.

### Bundesbesoldungs- und -versorgungsanpassungsgesetz 2023/2024
Mit Bezug auf den Tarifabschluss im öffentlichen Dienst (die um 0,2 Prozentpunkte gegenüber dem Tarifabschluss verminderte Linearanpassung ist dem Abzug zugunsten der Versorgungsrücklage gemäß § 14 a Absatz 1 und 2 Satz 1 und 2 BBesG „geschuldet“, der bei dieser Linearanpassung letztmalig zur Anwendung kommt) wurde die Bundesbeamtenbesoldung mit dem Gesetz zur Anpassung der Bundesbesoldung und -versorgung für die Jahre 2023 und 2024 sowie zur Änderung weiterer dienstrechtlicher Vorschriften (BBVAnpÄndG 2023/2024) vom 23. Dezember 2023 (BGBl. I Nr. 414) mit Wirkung vom 1. März 2024 um einen Sockelbetrag in Höhe von 200 € zuzüglich 5,3 Prozentpunkte erhöht. Zudem wurden die Amtszulagen um 11,3 % erhöht. Weiterhin wurden (nach § 3 Nr. 11 c Einkommensteuergesetz lohnsteuerfreie) Einmalzahlungen in Höhe von insgesamt 3.000 € beschlossen, zahlbar im Juni 2023 1.240 € sowie von Juli 2023 bis einschließlich Februar 2024 mtl. je 220 €. 